# Robert Wuhl

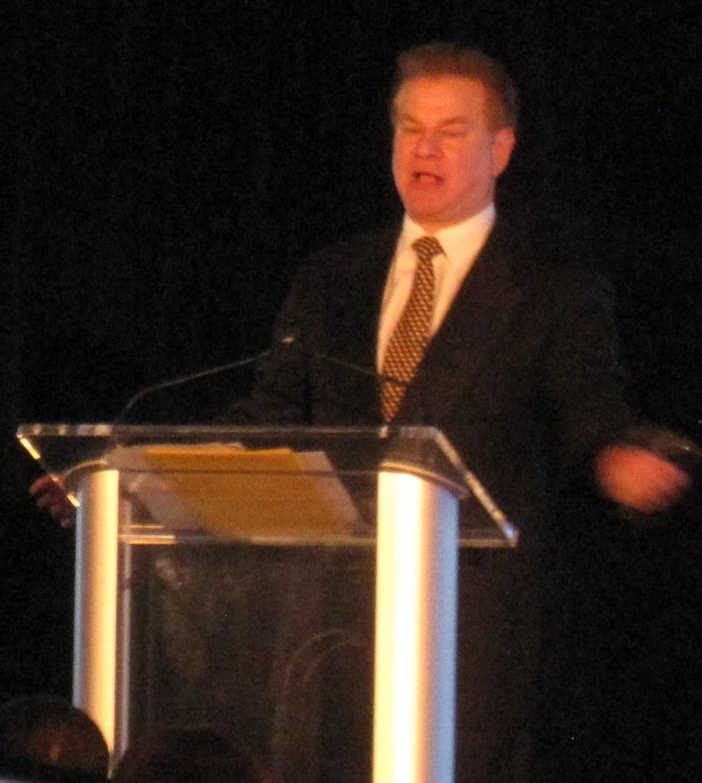
Robert Wuhl (2012)

Robert Wuhl (* 9. Oktober 1951 in Union Township, Union County, New Jersey) ist ein US-amerikanischer Schauspieler und Komiker sowie Drehbuchautor.

## Leben und Leistungen
Wuhl wurde in Union, New Jersey geboren. Nach dem Besuch der High School studierte er an der University of Houston, wo er unter anderem in der Drama-Gruppe aktiv war.
Nach einigen Jahren Stand-up-Comedy, spielte er in der Komödie The Hollywood Knights die Hauptrolle. In den darauffolgenden Jahren bekam Wuhl Rollen in mehreren Hollywoodfilmen und spielte an der Seite bekannter Schauspieler, unter anderem Batman mit Michael Keaton und Jack Nicholson, Annies Männer mit Kevin Costner und Good Morning, Vietnam mit Robin Williams sowie an der Seite von Eric Idle in der Komödie Auf der Sonnenseite des Lebens.
In dem Musikvideo zu Material Girl von Madonna (1985) wirkte er ebenfalls mit. Außerdem ist er auf dem Album Batman (1989) von Prince zu hören. Wuhl ist auch als Drehbuchautor tätig. Er schrieb unter anderem die Drehbücher für zwei Episoden der Serie Die nackte Pistole. Für seine Drehbucharbeit zusammen mit Billy Crystal gewann er zwei Emmy Awards.

## Filmografie (Auswahl)
- 1980: The Hollywood Knights
- 1983: Flashdance
- 1985: Rockhopper (TV)
- 1987: Ray’s Male Heterosexual Dance Hall
- 1987: Good Morning, Vietnam
- 1988: Annies Männer (Bull Durham)
- 1989: Batman
- 1989: Blaze – Eine gefährliche Liebe (Blaze)
- 1992: Mistress – Die Geliebten von Hollywood (Mistress)
- 1992: Auf der Sonnenseite des Lebens (Missing Pieces)
- 1992: Bodyguard
- 1994: Tödliche Gelüste (TV)
- 1994: Homerun (Cobb)
- 1995: Open Season
- 1997: Good Burger
- 2010: The Awakening (Kurzfilm)
- 2020: Shirley
- 2015–2021: American Dad (Fernsehserie, 3 Folgen)